# Eberhardt (Familienname)
Eberhardt ist ein deutscher Familienname.

## Herkunft und Bedeutung
Eberhardt ist eine Variante des männlichen Vornamens Eberhard, zu näheren Erläuterung siehe dort.

## Namensträger
- Adelheid Eberhardt-Bürck (1836–1914), deutsche Schriftstellerin
- Andreas Eberhardt (* 1962), deutscher Sozialwissenschaftler
- Andrei Awgustowitsch Eberhardt (1856–1919), russischer Admiral
- Anna Eberhardt-Halász (* 1982), Schweizer Duathletin und Triathletin
- Annika Eberhardt (* 1992), deutsche Fußballspielerin
- Caleb Eberhardt (* 1990), US-amerikanischer Schauspieler
- Carl Eberhardt (1877–1932), deutscher Luftfahrtingenieur und Hochschullehrer
- Christian Eberhardt (1857–1939), deutscher Manager
- Cornelius Eberhardt (1932–2011), deutscher Musiker und Hochschullehrer
- Dorothee Eberhardt (* 1952), deutsche Komponistin und Musikpädagogin
- Elisabeth Eberhardt (1885–1952), deutsche Politikerin (DDP)
- Friedrich Eberhardt (1895–1971), deutscher Maler und Grafiker
- Friedrich-Georg Eberhardt (1892–1964), deutscher Generalleutnant
- Gaspard von Eberhardt (1858–1928), deutscher Generalleutnant
- Goby Eberhardt (Johann Jakob Eberhardt; 1853–1926), deutscher Violinist
- Hans Eberhardt (Archivar) (1908–1999), deutscher Archivar und Historiker
- Hans Eberhardt (Fußballspieler) (1919–2006), deutscher Fußballspieler
- Hans-Jürgen Eberhardt (Mediziner) (1936–2017), deutscher Radiologe und Strahlentherapeut
- Hans-Jürgen Eberhardt (Prälat) (* 1958), deutscher Geistlicher
- Hansmartin Eberhardt (* 1966), deutscher Jazzmusiker
- Heinrich von Eberhardt (1821–1899), preußischer Generalmajor
- Heinrich Eberhardt (auch Heinrich Eberhardt-Ditzingen; 1919–2003), deutscher Maler
- Heinz Eberhardt (1950–2005), deutscher Grafiker
- Henri Eberhardt (1913–1976), französischer Kanute
- Hugo Eberhardt (Architekt) (1874–1959), deutscher Architekt
- Hugo Eberhardt (Manager) (* 1948), österreichischer Chemietechniker und Manager
- Ida Eberhardt (1888–1974), deutsche Pädagogin
- Isabelle Eberhardt (1877–1904), russisch-schweizerische Entdeckerin und Reiseschriftstellerin
- Johann August Eberhardt (1739–1809), deutscher Philosoph, siehe Johann August Eberhard
- Julius Eberhardt (1936–2012), österreichischer Bauunternehmer und Architekt
- Jürgen Eberhardt (* 1943), deutscher Architekt, Denkmalpfleger und Hochschullehrer
- Karl Eberhardt (Landrat) (1884–1980), deutscher Verwaltungsbeamter
- Karl Eberhardt (Politiker) (1887–1973), deutscher Jurist und Politiker (FDP), MdL Bayern
- Karl Eberhardt (Manager) (1894–1978), deutscher Industriemanager
- Klaus Eberhardt (Szenenbildner) (1933–2010), deutscher Szenenbildner
- Klaus Eberhardt (Manager) (* 1948), deutscher Industriemanager
- Klaus Eberhardt (Politiker) (* 1956), deutscher Politiker, Oberbürgermeister von Rheinfelden
- Kjell Eberhardt (* 1961), deutscher politischer Beamter
- Kurt Meyer-Eberhardt (1895–1977), deutscher Maler und Radierer
- Lotte Brügmann-Eberhardt (1921–2018), deutsche Schriftstellerin
- Lydia Eberhardt (1913–1997), deutsche Speerwerferin und Fünfkämpferin
- Magnus von Eberhardt (1855–1939), deutscher General der Infanterie
- Margarete Eberhardt (1886–1958), deutsche Psychologin und Philosophin
- Markus Eberhardt (* 1994), deutscher Eishockeyspieler
- Martin Eberhardt (* 1975), österreichischer Fußballspieler
- Max Eberhardt (* 1994), kanadischer Snowboarder
- Norma Eberhardt (1929–2011), US-amerikanische Schauspielerin
- Otto Eberhardt (1890–1939), deutscher Manager und Wehrwirtschaftsführer
- Otto Eberhardt (Maler) (1930–2019), deutscher Maler
- Richard Eberhardt (Politiker) (1869–1945), deutscher Politiker (Zentrum), MdL Baden
- Richard Eberhardt, deutscher Unternehmer, siehe Unternehmensgruppe Eberhardt
- Robert Eberhardt (* 1987), deutscher Verleger
- Sheldon Eberhardt (* 1995), deutscher Basketballspieler
- Siegfried Eberhardt (1883–1960), deutscher Violinist
- Stefan Eberhardt (* 1985), deutscher Mittelstreckenläufer
- Thom Eberhardt, Regisseur (von Der Komet)
- Ulrike Bauer-Eberhardt (* 1955), deutsche Kunsthistorikerin und Restauratorin
- Verena Eberhardt (* 1994), österreichische Radsportlerin
- Walter von Eberhardt (1862–1944), deutscher Generalleutnant
- Walter Eberhardt (1895–1981), deutscher Klassischer Philologe
- Walter Heinrich Eberhardt (1902–1980), deutscher Theologe, Kirchenhistoriker und Pädagoge
- Werner Eberhardt (1925–2012), deutscher Sportreporter
- Wilhelm von Eberhardt (1791–1867), deutscher Generalleutnant
- Wilhelm Eberhardt (1875–um 1944), deutscher Maler
- Wolfgang Eberhardt (1928–2020), deutscher Oberst im Ministerium für Staatssicherheit